# Río Kérzhenets
El río Kérzhenets (del ruso: Керженец) es un río del óblast de Nizhni Nóvgorod, en Rusia. Es un afluente por la izquierda del Volga, al que se une enfrente de la ciudad de Lyskovo, unos 70 km al este de Nizhni Nóvgorod.

## Geografía
Tiene una longitud de 290 km y riega una cuenca de 6.140 km². Su caudal medio, en la desembocadura es de 19.6 m³/s. Nace en el noroeste del óblast de Nizhni Nóvgorod, no lejos de la frontera de este con el de Kostromá. Toma dirección sur y no la abandona prácticamente hasta su desembocadura en el embalse de Cheboksary, en el Volga. Se congela en noviembre y se deshiela en abril. Su período de crecidas dura hasta mayo.

## Historia
Tras el Gran Cisma en la Iglesia ortodoxa rusa de la década de 1660, las densamente boscosas orillas del Kérzhenets se convirtieron en refugio para muchos Viejos creyentes. Sus asentamientos llamados Sketes de Kérzhenets (del ruso: Керженские скиты), se conservaron en gran número hasta el siglo XIX, y la gente que vivía allí era conocida como Kérzhaki (Кержаки). 
Según  una vieja leyenda de los Viejos creyentes, el más antiguo de estos sketes, el Olenevski (en ruso: Оленевский скит, "El Skete del Ciervo"), fue fundado supuestamente en el siglo XV por algunos de los monjes del Venerable Macario, en conmemoración del Milagro del alce que tuvo lugar allí, y más tarde se unirían al Raskol. Este skete se encuentra en el pueblo de Bólshoye Olenevo, a unos 24 km al sudeste de la capital de distrito, Semiónov.